# Sminthurus viridis
Sminthurus viridis is een springstaartensoort uit de familie Sminthuridae. De wetenschappelijke naam is gepubliceerd in 1758 door Linnaeus in de tiende editie van Systema naturae.